# Les Misérables (mini-série, 2000)
Pour les articles homonymes, voir Les Misérables (homonymie).
Les Misérables est une mini-série en coproduction française-italienne-allemande-américaine-espagnole-japonaise-canadienne en 4 épisodes de 90 minutes, réalisée par Josée Dayan et écrite par Didier Decoin d'après l'œuvre de Victor Hugo et diffusée en première diffusion à partir du 4 septembre 2000 sur TF1.
Une version anglaise, réduite à deux épisodes de 86 minutes, a été réalisée en parallèle et pour laquelle tous les acteurs ont retourné chaque scène en anglais.

## Synopsis
L'action se déroule en France au début du XIXe siècle, délimitée par les deux grands combats que sont la Bataille de Waterloo (1815) et les émeutes de juin 1832. On y suit la vie de Jean Valjean, du retour du bagne jusqu’à sa mort. Autour de lui gravitent de nombreux personnages, témoins de la misère de ce siècle, misérables eux-mêmes ou proches de la misère. Certains ont connu des périodes de prospérité, de bonheur. Jean Valjean prend l'identité d’un monsieur Madeleine, il fait fortune en utilisant l’ortie pour faire du textile, il crée une usine de tissage à Montreuil et fait bénéficier la ville de sa fortune. Fantine est heureuse, elle aime Félix dont elle est tombée enceinte. Mais Félix l'abandonne, elle doit élever sa fille seule et part à la ville travailler dans une manufacture. Elle doit confier sa fille aux Thénardier qui vont l’exploiter. Elle sera ensuite renvoyée de l’usine car elle a eu un enfant hors mariage. Cosette est sauvée de chez les Thénardier par Jean Valjean ; elle connaîtra le bonheur et la prospérité. Marius est issu d’une famille noble et aisée, mais il sera chassé de cette famille, tombera amoureux de Cosette. Après les émeutes de 1832, il sera sauvé par Jean Valjean et recueilli à nouveau dans sa famille, épousera Cosette et ils connaîtront bonheur et prospérité. Les Thénardier (et leurs enfants Éponine et Azelma) ont une auberge prospère, mais ils sont sans scrupule, n'hésitent pas à soutirer de l'argent à Fantine, qui est pauvre, soi-disant pour prendre soin de Cosette, et utilisent la pitié ou la violence pour prendre de l'argent aux riches. Les Thénardier devenus pauvres participeront aux émeutes de 1832, Gavroche en sera le symbole. Le représentant de la loi Javert était sûr d’avoir trouvé sa voie dans la police, mais confronté à tous ces événements il ne sait plus où est le bien et le mal et se suicidera.

## Fiche technique
- Titre original : Les Misérables
- Réalisation : Josée Dayan
- Scénario et dialogue : Didier Decoin, d'après l'œuvre de Victor Hugo
- Musique : Jean-Claude Petit
- Décors : Richard Cunin
- Costumes : Jean-Philippe Abril
- Photographie : Willy Stassen
- Son : Michel Kharai, Jean-Paul Loublier
- Montage : Marie-Josèphe Yoyotte
- Coach français : Marceline Corthesy
- Coach anglais : Cameron Watson et Vernice Klier
- Production : Jean-Pierre Guérin
- Directeur de production : Marc Vade
- Société(s) de production : TF1, GMT Productions, Taurus Film, Mediaset SPA, DD Productions
- Pays d’origine :  France
- Langues originales : français (version française) et anglais (version américaine et internationale)
- Format : couleur
- Genre : drame
- Durée : 360 minutes (version française) / 171 minutes (version internationale)
- Dates de sortie :
  - France : du 4 septembre 2000 au 25 septembre 2000
- Classification : tous publics.

## Distribution
- Gérard Depardieu : Jean Valjean / Monsieur Madeleine / Ultime Fauchelevent / Monsieur Leblanc / Monsieur Favre
- Christian Clavier : Thénardier
- John Malkovich (V. F. : Edgar Givry) : Javert
- Virginie Ledoyen : Cosette
- Enrico Lo Verso (V. F. : Arnaud Giovaninetti) : Marius Pontmercy
- Charlotte Gainsbourg : Fantine
- Asia Argento : Éponine Thénardier
- Sophie Milleron : Azelma Thénardier
- Veronica Ferres (V. F. : Marie-Anne Chazel) : Madame Thénardier
- Jeanne Moreau : Mère Innocente
- Giovanna Mezzogiorno : Sœur Simplice
- Vadim Glowna : Fauchelevent
- Steffen Wink (V. F. : Manuel Blanc) : Enjolras
- Léopoldine Serre : Cosette enfant
- Jérôme Hardelay : Gavroche
- Michel Duchaussoy : Gillenormand
- Otto Sander : Monseigneur Bienvenu Myriel
- Christopher Thompson : Courfeyrac
- Josiane Stoléru : Baptistine
- Jean-Louis Richard : Scarponi
- Roger Dumas : Lorrain
- François Hadji-Lazaro : Toussaint
- Maxime Leroux : Champmathieu
- Artus de Penguern : Chabouillet
- Denis Podalydès : Scaufflaire
- Guilhem Pellegrin : Le médecin Plumet
- Elisabeth Wiener : Mme Victurnien
- Michèle Gleizer : Mme Magloire
- Karl Zéro : Le procureur de la cour d'Arras
- Sacha Bourdo : Bigrenaille
- François Négret : Claquesous
- Dominique Besnehard : Gueulemer
- Yves Penay : Babet
- Patrick Bordier : Brujon
- Stephan Midaven : Montparnasse
- Dominique Zardi : Cochepaille
- Patrick Lambert : Chenildieu
- Franck Tordjman : Prouvaire
- Jérôme Rebbot : Bahorel
- David Podracky : Grantaire
- Philippe Ambrosini : Capitaine Picpus
- Sophie Milleron : Azelma Thénardier
- Claude Brécourt : Le directeur de la Sûreté
- Yann Babilée : L'archiviste de la Sûreté
- Christian Imberdis : Le vieux professeur
- Thomas Badek : L'officier amphithéâtre[pas clair]
- Didier Lesour : Parizot
- Vincent Schmitt : Bamatabois
- Julie Dumas : Nicolette
- Christophe Le Masne : Le portier de Gillenormand
- Maciej Patronik : Agent Simonot
- Pascal Pistacio : Le client d'une prostituée
- Babsie Steger : L'amie de Fantine
- Philippe Lamendin : Le préfet de police
- Stéphane Rodin : Félix
- Sébastien Thiéry : Le sous-officier de Montreuil
- Bernard Cherboeuf : Le président de la Cour d'Arras
- Sophie Noël : Une femme (Cour d'Assises)
- Jean-Marc Talbot : L'assesseur de la Cour Arras
- Denis Karvil : L'inspecteur de la Sûreté
- Eric Averlant : Moulibrac
- Véronique de Villèle : Mère Gorbeau
- Jan Kostroun : Le policier Gorbeau
- Rodolphe Pauly : Le jeune sous-officier Mondetour
- Jakub Zindulka : Le prêtre à Montreuil
- Marc Vadé : L'homme accident à Montreuil[pas clair]
- Enguerran Demeulenaere : Petit Gervais
- Julia Portoghese : Éponine, 9-11 ans
- Valérie Lang : La logeuse d'Enjolras
- Claire Gérard : La religieuse surveillante
- Serge Gaborieau : Le gardien Force Poterne
- Gaston Subert : L'indigent digne
- David Sucharipa : Le policier mendiant
- Erico Salamone : Lefranc
- Cédric Chevalme : Agent Chatelet
- Victor Wagner : Portefaix no 1
- Michel Pilorgé : Dumoncel
- Thomas Rouet : L'ami de Félix
- Simon Monceau : Le policier Chabouillet
- Yohann Lucas : Un serveur
- Yannig Samot : Le gardien de prison Force no 1

## Audiences
La mini-série a été lors de sa première diffusion un véritable succès d'audience pour TF1.
- Le 1er épisode (4 septembre) a attiré 10 403 750 téléspectateurs (44,3 %).
- Le 2e épisode (11 septembre) a attiré 10 509 190 téléspectateurs (45,6 %).
- Le 3e épisode (18 septembre) a attiré 9 717 040 téléspectateurs (41,2 %).
- Le 4e et dernier épisode (25 septembre) a attiré 10 245 140 (43,8 %).

## Lieux de tournage
- Calvados
  - Les scènes de prison ont été tournées à l'ancienne prison de Pont-l'Évêque.
- Eure
  - Les scènes de la manufacture Valjean ont été tournées à Glos-sur-Risle dans une ancienne filature.
- Seine-et-Marne
  - Les scènes du bureau du maire et du cortège du mariage ont été réalisées au château de La Chapelle Gauthier.
  - D'autres scènes ont été tournées au Château de Vaux-le-Vicomte[2].
- Seine-Maritime
  - Plusieurs scènes ont été effectuées à Rouen autour de l'église Saint-Maclou et du palais de justice.
- République tchèque
  - Les scènes d’égout et celle du mariage ont été tournées à Prague.

## Commentaires
La réalisatrice Josée Dayan aurait battu un record personnel de vitesse d'exécution avec 80 jours de tournage pour produire plus de 6 heures de film et 3 heures supplémentaires pour la version américaine.
La verroterie de faux jais dans le roman et l'innovation découverte par monsieur Madeleine consistant à utiliser de la gomme de laque au lieu de la résine, deviennent une usine de tissage et la fabrication de textile, des toiles à base d’orties. Une idée écologique récente et moderne pour un tissu biologique, mais l'ortie était déjà utilisée depuis le Moyen Âge pour le tissage des textiles. Victor Hugo avait effectivement abordé l'utilisation de l'ortie comme textile dans Les Misérables : « Quant l’ortie est jeune, la feuille est un légume excellent ; quand elle vieillit, elle a des filaments et des fibres comme le chanvre et le lin. La toile d’ortie vaut la toile de chanvre. »
Outre l'usine de textile au lieu de la verroterie, cette adaptation de l'œuvre de Victor Hugo contient quelques autres différences notables par rapport au roman. Dans le roman, Fantine est blonde (Victor Hugo le mentionne en décrivant les « admirables cheveux blonds » de Fantine qu'elle s'apprêtait à vendre afin de payer la pension de sa fille chez les Thénardier), tandis qu'elle est brune dans le téléfilm. En outre, cette adaptation comporte une stupéfiante incohérence : Gavroche a le même âge apparent (étant interprété par le même acteur) quand Cosette a six ans et quand elle en a dix-huit (la première rencontre lors de l'arrivée à Paris de Jean Valjean et Cosette est absente du roman, où Gavroche n'apparaît que dans le troisième tome, Cosette étant déjà adolescente). Enfin, la fin fait de l'amour que porte Jean Valjean à Cosette une attirance explicitement érotique d'un homme mûr pour la femme qu'elle est devenue (imputant son déclin physique à son dépit de ne pouvoir consommer ce désir), avec une connotation incestueuse dans la mesure où il en a été le père adoptif de facto, ce qui n'est jamais si peu que ce soit sous-entendu dans le roman,,. Le scénariste Didier Decoin a justifié ce choix en déclarant : « Dire que Jean Valjean est amoureux de Cosette n'est pas un coup de théâtre, c'est l'âme du livre. »,
L'émission italienne Ballando con le stelle a connu trois des comédiens dans le jeu: Asia Argento (candidate saison 11), Gérard Depardieu (invité saison 12), et Enrico Lo Verso (candidat saison 14).